# Finale Coppa Italia 1996
De finale van de Coppa Italia van het seizoen 1995–1996 werd gehouden op 2 en 18 mei 1996. Atalanta Bergamo nam het op tegen Fiorentina. De heenwedstrijd in het Stadio Artemio Franchi in Florence eindigde in een 1–0-zege voor Fiorentina. Ook de terugwedstrijd in het Stadio Atleti Azzurri d'Italia in Bergamo werd door Fiorentina gewonnen: 0–2

## Finale

### Heenwedstrijd
|            |               |       |                  |                                                                        |
| 2 mei 1996 | Fiorentina    | 1 – 0 | Atalanta Bergamo | Stadio Artemio Franchi, Florence Scheidsrechter: Robert Boggi (Italië) |
| 2 mei 1996 | Batistuta 51' |       |                  | Stadio Artemio Franchi, Florence Scheidsrechter: Robert Boggi (Italië) |

| Fiorentina | Atalanta |

| Fiorentina:     |    |                     |     |
|                 |    |                     |     |
| GK              | 1  | Francesco Toldo     |     |
| RB              | 2  | Daniele Carnasciali |     |
| CB              | 19 | Pasquale Padalino   |     |
| CB              | 5  | Lorenzo Amoruso     |     |
| LB              | 20 | Andrea Sottil       | 85' |
| DM              | 7  | Stefan Schwarz      |     |
| CM              | 4  | Giovanni Piacentini |     |
| CM              | 11 | Massimo Orlando     | 46' |
| AM              | 10 | Rui Costa           |     |
| CF              | 9  | Gabriel Batistuta   |     |
| CF              | 23 | Anselmo Robbiati    |     |
| Wisselspelers:  |    |                     |     |
| FW              | 18 | Giacomo Banchelli   | 46' |
| MF              | 17 | Emiliano Bigica     | 85' |
| Coach:          |    |                     |     |
| Claudio Ranieri |    |                     |     |

| Atalanta Bergamo:  |    |                    |     |
|                    |    |                    |     |
| GK                 | 1  | Fabrizio Ferron    |     |
| RWB                | 2  | José Oscar Herrera |     |
| CB                 | 11 | Antonio Paganin    |     |
| CB                 | 9  | Paolo Montero      |     |
| CB                 | 19 | Mauro Valentini    |     |
| LWB                | 13 | Cristiano Pavone   | 79' |
| CM                 | 6  | Fabio Gallo        | 79' |
| CM                 | 5  | Daniele Fortunato  |     |
| CM                 | 3  | Valter Bonacina    |     |
| CF                 | 10 | Domenico Morfeo    |     |
| CF                 | 18 | Sandro Tovalieri   | 84' |
| Wisselspelers:     |    |                    |     |
| MF                 | 16 | Stefano Salvatori  | 79' |
| MF                 | 17 | Marco Sgrò         | 79' |
| FW                 | 14 | Federico Pisani    | 84' |
| Coach:             |    |                    |     |
| Emiliano Mondonico |    |                    |     |

### Terugwedstrijd
|             |                  |                           |            |                                                                                     |
| 18 mei 1996 | Atalanta Bergamo | 0 – 2                     | Fiorentina | Stadio Atleti Azzurri d'Italia, Bergamo Scheidsrechter: Pierluigi Pairetto (Italië) |
| 18 mei 1996 |                  | 48' Amoruso 60' Batistuta |            | Stadio Atleti Azzurri d'Italia, Bergamo Scheidsrechter: Pierluigi Pairetto (Italië) |

| Atalanta | Fiorentina |

| Atalanta Bergamo:  |    |                    |     |
|                    |    |                    |     |
| GK                 | 1  | Fabrizio Ferron    |     |
| RWB                | 2  | José Oscar Herrera |     |
| CB                 | 11 | Antonio Paganin    | 49' |
| CB                 | 9  | Paolo Montero      |     |
| CB                 | 19 | Mauro Valentini    |     |
| LWB                | 13 | Cristiano Pavone   | 59' |
| CM                 | 6  | Fabio Gallo        | 67' |
| CM                 | 5  | Daniele Fortunato  |     |
| CM                 | 3  | Valter Bonacina    |     |
| CF                 | 10 | Domenico Morfeo    |     |
| CF                 | 18 | Sandro Tovalieri   |     |
| Wisselspelers:     |    |                    |     |
| MF                 | 15 | Franco Rotella     | 49' |
| FW                 |    | Gianluca Temelin   | 59' |
| MF                 | 16 | Stefano Salvatori  | 67' |
| Coach:             |    |                    |     |
| Emiliano Mondonico |    |                    |     |

| Fiorentina:     |    |                      |         |
|                 |    |                      |         |
| GK              | 1  | Francesco Toldo      | 89'     |
| RB              | 2  | Daniele Carnasciali  |         |
| CB              | 19 | Pasquale Padalino    |         |
| CB              | 5  | Lorenzo Amoruso      |         |
| LB              | 6  | Alberto Malusci      |         |
| DM              | 17 | Emiliano Bigica      |         |
| CM              | 4  | Giovanni Piacentini  |         |
| CM              | 14 | Sandro Cois          |         |
| AM              | 10 | Rui Costa            |         |
| CF              | 21 | Francesco Flachi     | 63'     |
| CF              | 9  | Gabriel Batistuta    |         |
| Wisselspelers:  |    |                      |         |
| FW              | 23 | Anselmo Robbiati     | 63' 88' |
| MF              | 11 | Massimo Orlando      | 88'     |
| GK              | 12 | Gianmatteo Mareggini | 89'     |
| Coach:          |    |                      |         |
| Claudio Ranieri |    |                      |         |

1922 ·
1923–1935 ·
1936 ·
1937 ·
1938 ·
1939 ·
1939 ·
1939 ·
1939 ·
1939 ·
1944–1957 ·
1958 ·
1959 ·
1960 ·
1961 ·
1962 ·
1963 ·
1964 ·
1965 ·
1966 ·
1967 ·
1968 ·
1969 ·
1970 ·
1971 ·
1972 ·
1973 ·
1974 ·
1975 ·
1976 ·
1977 ·
1978 ·
1979 ·
1980 ·
1981 ·
1982 ·
1983 ·
1984 ·
1985 ·
1986 ·
1987 ·
1988 ·
1989 ·
1990 ·
1991 ·
1992 ·
1993 ·
1994 ·
1995 ·
1996 ·
1997 ·
1998 ·
1999 ·
2000 ·
2001 ·
2002 ·
2003 ·
2004 ·
2005 ·
2006 ·
2007 ·
2008 ·
2009 ·
2010 ·
2011 ·
2012 ·
2013 ·
2014 ·
2015 ·
2016 ·
2017 ·
2018 ·
2019 ·
2020 .
2021 .
2022 .
2023 .
2024 .